# Barrio Las Mercedes
El Barrio Las Mercedes es uno de los 120 sectores que forman la ciudad de El Tigre en el Estado Anzoátegui, perteneciente a la Parroquia Edmundo Barrios.

## Ubicación
El Barrio se ubica a unos kilómetros de la Avenida Intercomunal y del Sector 5 de Mayo.

## Límites
. Al Norte Limita Con El Río Tigre
. Al Sur limita con El Sector La Bandera
. Al Este limita con el Barrio San José
. Al Oeste limita con el Sector Libertador

## Vías de Acceso
Solamente se puede acceder a la Mercedes con una 1 sola forma, esa forma es transportarse por un autobús y llegar hasta el barrio.

## Historia
El Barrio Las Mercedes se creó en 1956 a orillas del Río Tigre, el barrio fue creado para exportar cultivos y frutas hacia la localidad de Cantaura, después el barrio formó parte de la ciudad de San José de Guanipa en 1978 y eso provocó un pequeño problema a las 2 ciudades porque en años anteriores El Tigre y San José de Guanipa eran ciudades que no tenían la capacidad de crear un hermanamiento, después en 2005 el barrio formó parte de El Tigre como en sus primeros años de creada y en la actualidad no formó más parte de la ciudad de San José de Guanipa.